# Orthogeomys lanius
Espèce
Statut de conservation UICN

 CR B1ab(iii,v) : 
En danger critique
Orthogeomys lanius est une espèce de rongeurs de la famille des géomyidés, qui regroupe des mammifères appelés gaufres ou rats à poche, c'est-à-dire à larges abajoues. Cette espèce est endémique du Mexique.
L'espèce a été décrite pour la première fois en 1905 par le zoologiste américain Daniel Giraud Elliot (1835-1915), mais elle est en danger critique de disparition au début du XXIe siècle.